# Kursebi
Kursebi – miasteczko i gmina w Gruzji, w regionie Imeretia, w prowincji Tkibuli, położone około 10 kilometrów na północny wschód od Kutaisi, w ciągu drogi M17.
W pobliżu miejscowości prowadzone są prace poszukiwawcze złóż ropy naftowej.
Urodził się tu Galaktion Alpaidze, wieloletni kierownik kosmodromu Plesieck.